# José William Vesentini
José William Vesentini (Presidente Bernardes, 1950) é um geógrafo humano Brasileiro da área de ensino da geografia e das áreas de geografia política e geopolítica, considerado como pioneiro da geografia crítica.

## Biografia
Vesentini é neto “de anarquistas italianos que vieram para o Brasil fugindo do fascismo”; “desde cedo se habituou às preocupações e leituras políticas, especialmente aquelas derivadas das tradições socialistas e autogestionárias.” Durante mais de 10 anos lecionou no primeiro e segundo Graus e participou “de importantes experiências educacionais durante a década de 1970: o curso supletivo no Sindicato dos Metalúrgicos de São Bernardo do Campo e Diadema (de 1974 a 1976), e o Centro de Orientação Educacional [COE], de 1973 a 1977, um colégio particular transformado em cooperativa dirigida por professores.” Em 1984 tornou-se professor (e pesquisador) no Departamento de Geografia na Faculdade de Filosofia, Letras e Ciências Humanas da Universidade de São Paulo. 
Sua obra didática Brasil: Sociedade e Espaço, publicada em 1984, foi “o primeiro livro didático a adotar a abordagem da geografia crítica escolar, e que acabou servindo de referência para quase todos os manuais de geografia do Brasil lançados posteriormente.”
No meio acadêmico, Vesentini é mais conhecido como William Vesentini; é livre docente desde 2003 no mesmo Departamento de Geografia. Entre suas áreas de maior contribuição na Geografia, pode-se destacar o ensino da geografia e a Geopolítica, sobre os quais escreveu mais de 30 livros. Também realizou assessorias para escolas, secretarias estaduais ou municipais de educação, e institutos de pesquisas e/ou publicações especializadas. Ele serviu muito ao Brasil explicando a cargos públicos e privados sobre a Geografia brasileira, assim como: Milton Santos, Aziz Ab'Saber, Jurandyr Ross, Manuel Correia de Andrade, Ruy Moreira, Antonio Christofoletti, entre outros. Só que, ao contrário de certos colegas, não entende “a pós-modernidade como superação da racionalidade iluminista e sim como certa continuidade”.